# Johann Georg von Flemming
Johann Georg von Flemming, seit 1700 Graf von Flemming (* 16. Mai 1679 in Hannover; † 6. April 1747 in Berlin), war ein königlich-polnischer und kurfürstlich-sächsischer Generalleutnant der Infanterie und Kammerherr.

## Leben
Er war der Sohn des Feldmarschalls Heino Heinrich von Flemming und der Dorothea Elisabeth (geborene von Pfuel), der Bruder des königlichen Kammerherrn Adam Friedrich von Flemming und besaß dank seiner Familie auch das Privileg eines Erbmarschalls von Hinterpommern (seit 1695).
Flemming ging nach seinem Studium in Halle auf Reisen und trat später in den kursächsischen Militärdienst ein. Er avancierte dort bis zum Generalleutnant. Später wurde er zum Kammerherrn ernannt. 
Er war mit Sigrid Katharina Gräfin Bielke (1681–1765) verheiratet, einer Tochter des Gouverneurs von Schwedisch-Pommern Nils Bielke. Mit ihr hatte er die Söhne Friedrich und Wilhelm.